# Siglo XI a. C.
El siglo XI antes de Cristo comenzó el 1 de enero de 1100 a. C. y terminó el 31 de diciembre de 1001 a. C.

## Acontecimientos

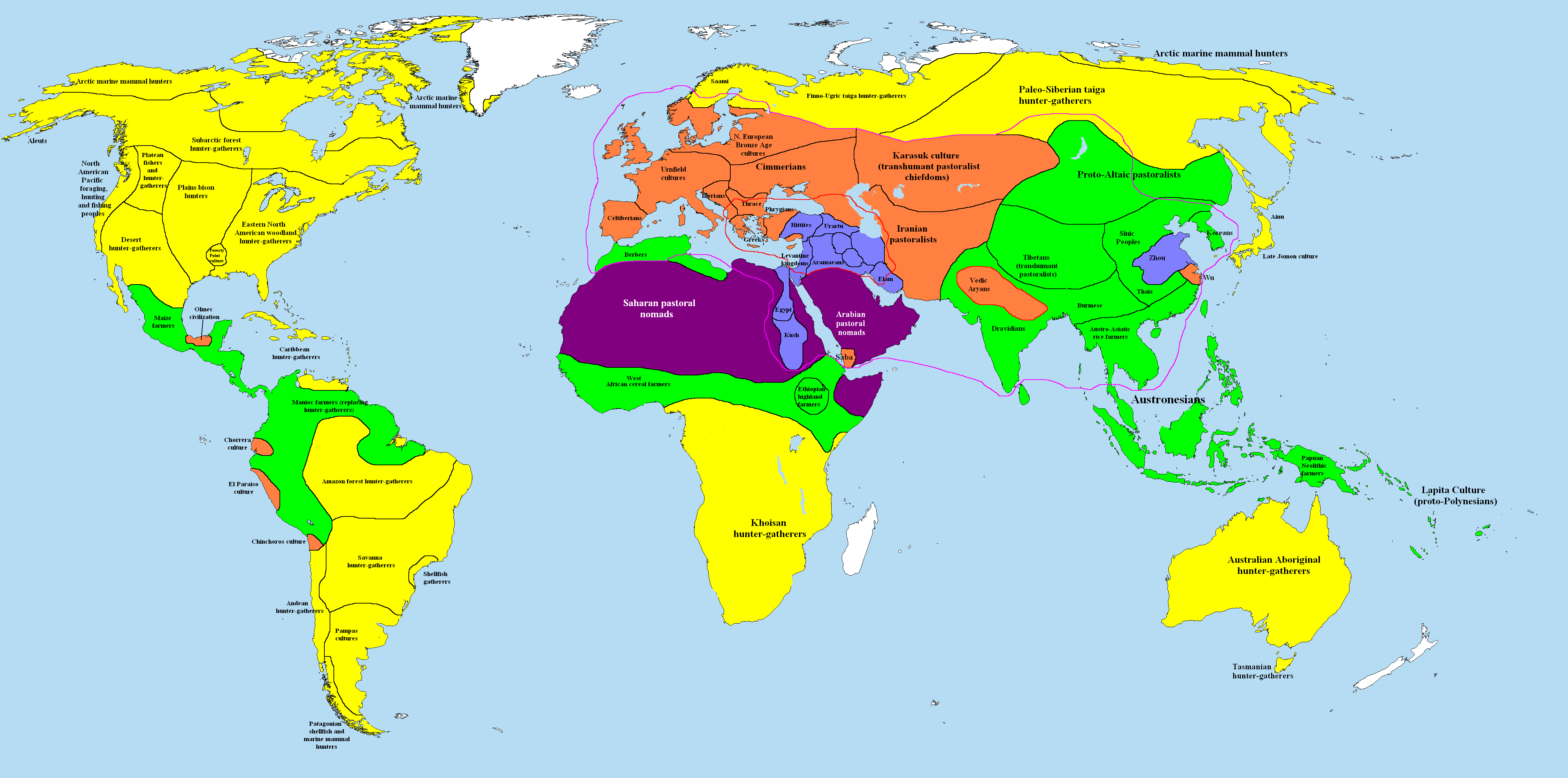
El mundo en el año 1000 a. C.

- 1100 a. C. aprox.: en Celtiberia penetra la cultura de los campos de urnas.[1]
- 1100 a. C.: en la isla Mallorca se funda la aldea talayótica de Ses Païsses de Artá.
- 1100 a. C.[2].: llegan los primeros ocupantes del Valle de Copán, entre Honduras, Guatemala y El Salvador lugar que posteriormente será la ciudad maya de Copán.
- Años 1090 a. C.: en Egipto, bajo el reinado de Ramsés XI, la crisis en ese país hace que aumente el número de ladrones de tumbas, lo cual provocará que se abandone el Valle de los Reyes como lugar de enterramiento de faraones.
- 1089 a. C.: en Grecia, Melanto ―legendario rey de Atenas― muere tras un reinado de 37 años; le sucede su hijo Codrus.
- 1079 a. C.: en China muere Cheng, rey de la dinastía Zhou.
- 1078 a. C.: en China, Zhou Kang Wang se convierte en rey de la dinastía Zhou.
- 1076 a. C.: los arameos (del país de Aram) conquistan Asiria. Se difunde el idioma arameo como lingua franca de la región.
- 1069 a. C.: en Egipto muere Ramsés XI, terminando la dinastía XX. Su muerte hará que Egipto pase del Imperio Nuevo al Tercer periodo intermedio. Ramsés XI fue sucedido por Esmendes I, quien fundó la Dinastía XXI.
- 1068 a. C.: el legendario rey ateniense Codrus, muere en batalla contra los invasores dorios luego de un reinado de 21 años. La tradición ateniense lo considera el último monarca que tuvo poder absoluto sobre Atenas. Los historiadores modernos lo consideran el último rey cuya biografía forma parte de la mitología griega. Fue sucedido por su hijo Medonte.
- 1064 a. C.: en China se registra la primera ballesta cho-ko-nu (ballesta de repetición), que data la dinastía Chou en este año, documento en el que se refieren al invento de una ballesta automática durante la dinastía Han (c. 200-220 a. C.).[cita requerida]
- Años 1050 a. C.: en la península ibérica, los fenicios introducen el olivo.
- 1051 o 1020 a. C. (fechas tradicionales): en Palestina, Saúl se convierte en el primer rey de Israel.
- 1050 a. C.: en Israel, los filisteos se apoderan del Arca de la Alianza de los israelitas.
- 1048 a. C.: en Atenas muere el rey Medonte, después de un reinado de 20 años. Es sucedido por su hijo Acastus.
- 1046 a. C.: en China, tras la batalla de Muye, Wuwang depone al rey Di Xin (la dinastía Shang), y funda la dinastía Zhou (1046-249 a. C.), como el «rey Wu de Zhou».
- 1044 a. C.: muere el faraón Esmendes I; es sucedido por dos corregentes: Psusenes I y Neferjeres.
- 1039 a. C.: en Egipto muere el rey Neferjeres.
- 1027 a. C.: fecha tradicional del final de la dinastía Shang.
- 1022 a. C.: en China se crea la dinastía Zhou, que terminará en el 256 a. C.
- 1020 a. C.: se destruye la aldea Troya VIIb2.
- 1012 a. C.: en Atenas (Grecia) muere el rey Acastus después de un reinado de 36 años y es sucedido por su hijo Archippus.
- 1006 a. C. (fecha tradicional): en Israel, David sucede al rey Saúl.
- 1004 a. C. (fecha tradicional): el rey David de Israel y de Judá conquista la villa jebusea de Jerusalén por medio de un contingente enviado a través de un manantial subterráneo, y la convierte en capital de su reino unificado.
- 1002 a. C.: en China muere Zhou Zhao Wang, rey de la dinastía Zhou.
- 1001 a. C.: Zhou Mo Wang se convierte en rey de la dinastía Zhou.
- 1000 a. C.: en Palestina, el ejército del rey David conquista Idumea y Moab.

- 1000 a. C. aprox.: la población mundial alcanza los 50 millones.
- 1000 a. C.: desde la región del río Danubio ingresan a Italia las primeras tribus de latinos.
- 1000 a. C. aprox.: el idioma húngaro se separa de sus parientes lingüísticos más cercanos, los idiomas ob-úgricos.
- 1000 a. C.: en la actual ciudad de Amersfoort (Países Bajos) suceden los primeros asentamientos.
- 1000 a. C.: en la actual ciudad de Locarno (Suiza) suceden los primeros asentamientos.
- 1000 a. C.: en el sur de Italia suceden los primeros asentamentos en la actual ciudad de Bari.
- 1000 a. C.: primeros asentamientos en la actual ciudad de Cordenons (Italia).
- 1000 a. C. aprox.: en el oeste de Turquía se funda Priene.
- 1000 a. C. aprox.: en la península ibérica, los fenicios fundan la aldea de Tartessos.
- 1000 a. C. aprox.: en la península ibérica, los fenicios fundan la aldea de Gades (Cádiz) en el reino de Tartessos (tráfico de minerales); según Diodoro de Sicilia.
- 1000 a. C.: en la antigua Grecia comienza a difundirse el culto del dios Dioniso.
- 1000 a. C.: en la actual Turquía, los hititas fundan la aldea Kahramanmaraş.
- 1000 a. C.: en Anatolia se funda la aldea de Eskişehir.
- 1000 a. C.: en Siria, los fenicios inventan su alfabeto.
- 1000 a. C.: en Persia (actual Irán) ingresan grupos de familias iranias.
- 1000 a. C. (fecha tradicional): en Israel, el rey David conquista Idumea y Moab.
- 1000 a. C. aprox.: los asirios empiezan a conquistar pueblos vecinos.
- 1000 a. C.: en Japón comienza la última fase del período Jomon.
- 1000 a. C.: en la India, algunos trabajadores metalúrgicos descubren el hierro (que en otras regiones ya había sido descubierto).
- 1000 a. C.: en el sur de la India se habla idioma tamil (una lengua clásica), según evidencia arqueológica encontrada en 2005. En el norte se habla sánscrito védico (entre el 1500 y el 500 a. C.).
- 1000 a. C.: en las planicies de Kenia quedan las primeras evidencias de agricultura.
- 1000 a. C.: en el sudoeste de lo que hoy es México comienza la cultura zapoteca.
- 1000 a. C.: a lo largo del istmo de Tehuantepec (México) comienza la cultura olmeca.
- Entre el 1000 y el 600 a. C.: en Irán, el profeta Zoroastro difunde su religión (el zoroastrismo).